# جلد (منتج)

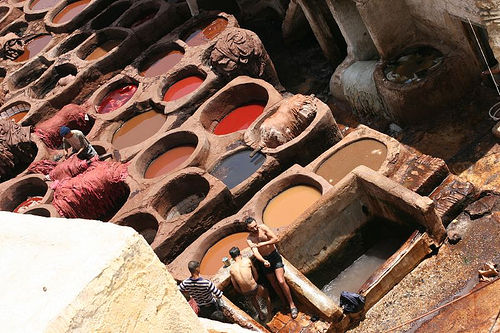
الدباغة في فاس

الجلد هو مادّة ابتُكِرت خلال دباغة الجلود وجلود الحيوانات. تحوّل عملية دباغة الجلد القابل للتعفن إلى مادّة طبيعية متَعدّدة الاستعمال وبعيدة المدى ومتينة للاستعمالات المختلفة.

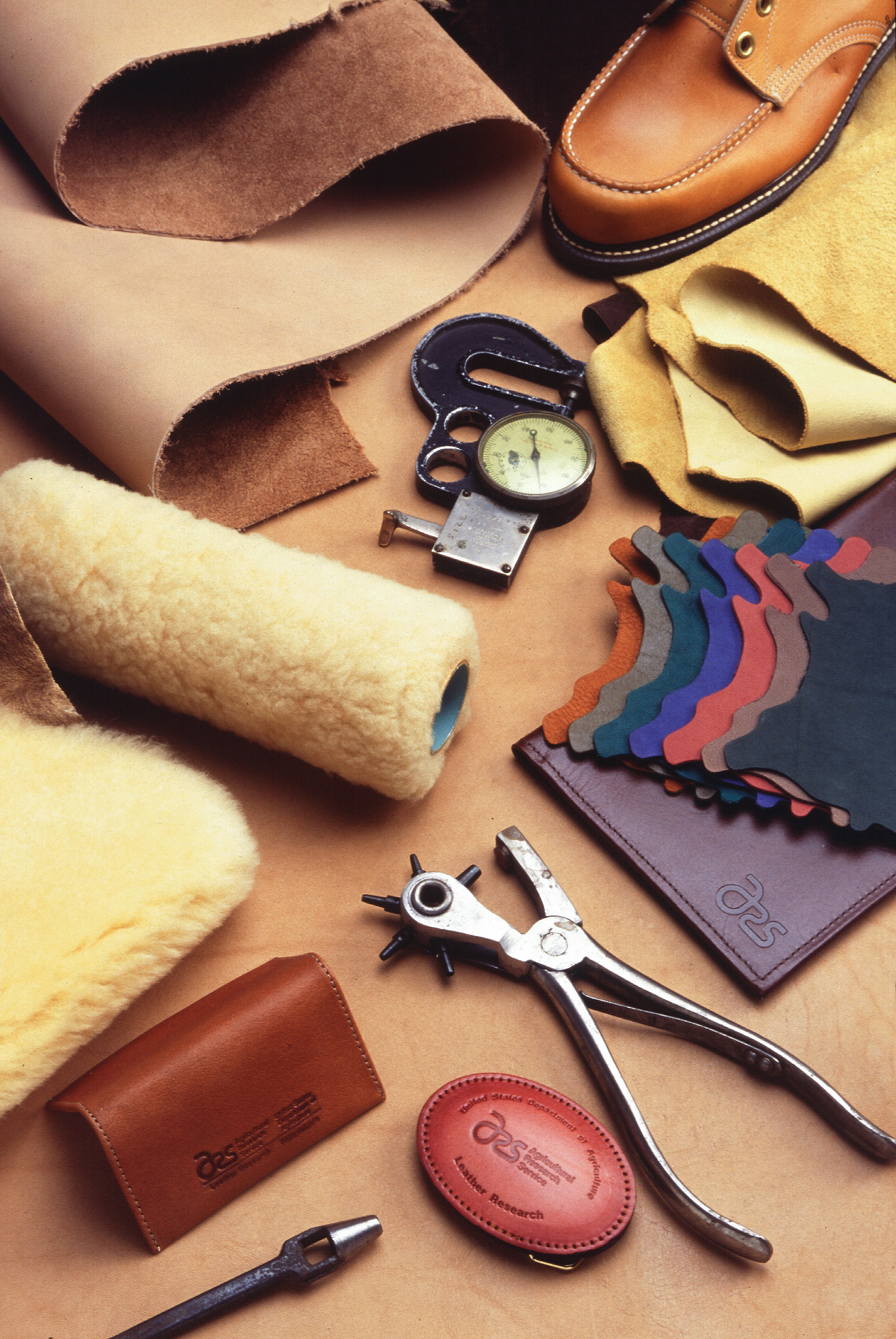
الجلد العصري مع أدوات تشكيله

بإضافته إلى الخشب، شكّل الجلد أول قاعدة تقنية قديمة. إنّ الصناعة الجلدية وصناعة الفراء هي صناعات متميّزة لأهمية موادهم الأولية. في الصناعة الجلدية المواد الأولية هي نواتج عرضية من صناعة اللحم، فاللحم سيكون له قيمة أعلى من قيمة الجلد. تستعمل صناعة الفراء المواد الأولية التي هي أعلى في القيمة من اللحمِ ولذلك يُصَنَّف اللّحم كناتج عرضي. التحنيط يستعمل جلد الحيوانات أيضاً، لكن عموماً جزء الظهرِ هو المستعمل.الجلود تستعمل أيضاً في صناعة الصمغ والجيلاتين.

## أشكال الجلد
هناك عدد من العمليات حيث جلد الحيوان يمكن أن يشكّل مادّة قوية مرنة تُدعى جلد عموماً.
- الجلد الخضرواتي المسمرّ.
- الجلد المسمرّ بواسطة معدن الكروم.
- الجلد المسمرّ بواسطة الألديهيد.
- الجلد المسمرّ بواسطة مادة صناعية.
- الجلد المسمرّ بواسطة الشبّ.
- الجلد الخام.